# Villares de la Reina
Villares de la Reina ist ein westspanischer Ort und eine Gemeinde (municipio) mit 6.723 Einwohnern (Stand: 2024) in der Provinz Salamanca in der Autonomen Gemeinschaft Kastilien-León.

## Lage
Die Gemeinde Villares de la Reina liegt nur wenige Kilometer nördlich der Stadt Salamanca.

## Bevölkerungsentwicklung
| Jahr      | 1857 | 1900  | 1950 | 2001  | 2019  |
| Einwohner | 687  | 1.008 | 974  | 3.081 | 6.351 |

Der rapide Bevölkerungsanstieg seit Beginn des 21. Jahrhunderts ist auf die Planung und Schaffung von Neubauvierteln in der Nähe der Großstadt Salamanca zurückzuführen.

## Geschichte
Villares wurde im Mittelalter auf Anordnung der Könige von León als Ortschaft gegründet, die im Viertel Armuña der Jurisdiktion von Salamanca, innerhalb des Königreichs León, lag und Villar de la Reyna genannt wurde. Mit der Schaffung der heutigen Provinzen im Jahr 1833 wurde Villares de la Reina in die Provinz Salamanca, innerhalb der Region León, eingegliedert.